# Лусіус Джексон
Лусіус Джексон (англ. Lucious Jackson, 31 жовтня 1941 — 12 жовтня 2022) — американський баскетболіст.
Олімпійський чемпіон 1964 року.
Переможець Панамериканських ігор 1963 року.